# Ефанов, Леонид Александрович
Леонид Александрович Ефанов (род. 21 октября 1949, Симферополь) — украинский русскоязычный писатель. Кандидат философских наук, доцент кафедры политологии и социологии Таврического национального университета им. В. И. Вернадского.
Живёт в Симферополе. Член Союза русских, украинских и белорусских писателей Автономной Республики Крым.

## Творчество
Автор исторических романов
- «Покорение Крыма» (1997),
- «Трудный выбор империи (Крым после русско-турецкой войны 1768—1774 гг. и до марта 1779 г.)» (2002),
- «Князь Василий Долгоруков (Крымский)» (2002),
- «Кавказский фельдмаршал»

Книги прозаика выходили в сериях «Россия. История в романах», «Библиотека исторических романов», «Золотая библиотека исторического романа», «Российская империя: Романы о собирании земель».

## Награды
- лауреат премии АРК в области литературы (1999) за исторический роман-хронику «Покорение Крыма».